# Voyelle fermée antérieure arrondie
La voyelle fermée (ou haute) antérieure arrondie est une voyelle utilisée dans de nombreuses langues. Son symbole dans l'alphabet phonétique international est [y], et son équivalent en symbole X-SAMPA est y.

## Caractéristiques
- Son degré d'aperture est fermé, ce qui signifie que la langue est positionnée aussi proche que possible du palais.
- Son point d'articulation est antérieur, ce qui signifie que la langue est placée aussi loin que possible à l'avant de la bouche.
- Son caractère de rondeur est arrondi, ce qui signifie que les lèvres sont arrondies et que la surface interne est exposée.

## Langues
- Français : chute [ ʃyt̪][1].
- Albanais : gjysh [ ɟyʃ ] « grand-père ».
- Allemand : Gefühl [gəˈfyːl] « sentiment »
- Chinois :  律 [ly] « loi »
- Estonien : üks [ˈyks] « un »
- Finnois : yksi [ˈyksi] « un »
- Hongrois : tű [tyː] « aiguille »
- Monégasque : qü [ky] « qui »
- Néerlandais : vuur [fyːr] « feu »
- Suédois : yla [yɥla] « hurler »
- Turc : Güneş [ɟyˈn̪e̞ʃ] « soleil »